# Le Livre d'or de la science-fiction : Frank Herbert
Le Livre d'or de la science-fiction : Frank Herbert est un recueil de nouvelles de science-fiction consacré à l'œuvre de Frank Herbert, publié en mars 1978 en France. Il comporte douze nouvelles parues entre 1952 et 1973 et rassemblées par Gérard Klein.
L'anthologie fait partie de la série francophone Le Livre d'or de la science-fiction, consacrée à de nombreux écrivains célèbres ayant écrit des œuvres de science-fiction. Elle ne correspond pas à un recueil déjà paru aux États-Unis ; il s'agit d'un recueil inédit de nouvelles, édité pour le public francophone, et en particulier les lecteurs français.
L'anthologie est publiée en mars 1978 aux éditions Presses Pocket, collection Science-fiction no 5018  (ISBN 978-2-266-00454-1) ; elle est rééditée en 1989 dans la collection Le Grand Temple de la S-F avec pour titre Le Prophète des sables  (ISBN 2-266-02790-5) puis en 1990, 1995 et 1998.
L'image de couverture est réalisée par Christian Broutin.

## Critiques littéraires concernant l'anthologie
L'anthologie a fait l'objet d'une critique littéraire par Michel Jeury dans la revue française Fiction, n°291, juin 1978,.
Elle a aussi fait l'objet d'une chronique par Laurent Leleu dans la revue française Bifrost n°63, 15 juillet 2011,.

## Préface et bibliographie
- Préface de Gérard Klein[5] :
  - « Une définition de l'univers » : pages 7 à 34.
- Bibliographie (1952-1977) de Frank Herbert : pages 393 à 397.

## Liste et résumés des nouvelles

### Opération Musikron
- Titre original : Operation Syndrome (publié aussi sous le titre « Nightmare Blues »).
- Situation dans l’anthologie : p. 35 à 109.
- Début de l'intrigue : Certaines villes, dont récemment Karachi, Los Angeles et Honolulu, ont été touchées par le « Syndrome de Brouillage » qui entraîne une sorte de folie collective, à la suite de laquelle on dénombre des centaines de morts…

### Le Syndrome de la Marie-Céleste
- Titre original : The Mary Celeste Move.
- Situation dans l’anthologie : p. 111 à 124.
- Début de l'intrigue : Dans un monde où les voitures se déplacent à plus de 500 km/h, où une vitesse de 100 km/h paraît être lente, où l'Amérique du Nord est zébrée d'autoroutes aériennes hyper-rapides, où le temps est chronométré à la seconde près, on découvre que de plus en plus de gens se détournent de la civilisation, quittent soudainement leur maison, leur conjoint, leur métier, pour se rendre dans des endroits où on ne les attendait pas…

### L'Effet M.G.
- Titre original : The GM effect.
- Parution initiale aux États-Unis : Analog Science Fiction and Fact, juin 1965.
- Parutions en France : 
  - Première publications dans cette anthologie.
  - Publication ensuite dans Le Prophète des sables, éd. Pocket  (ISBN 2-266-02790-5).
- Situation dans l’anthologie : p. 125 à 145.
- Résumé : 
  - Deux scientifiques, les docteurs Marmon et Sabantoce, ont découvert le mécanisme de la « mémoire génétique »[6]. La question posée lors de la réunion qui a été organisée est de savoir ce que l'on fait de cet instrument de recherche, lequel permet de faire des recherches dans le passé de ses ancêtres.
  - Alors que la réunion tarde à entrer dans le cœur du sujet, elle est interrompue. La police intervient et fait évacuer les lieux. Sabantoce et un autre chercheur, Latchley, retrouvent les policiers qui, en fait, sont des militaires.
  - Le général qui pilote les opérations récupère le « composé numéro 105 » qui permet l'« effet Mémoire Génétique ». Il tue Sabantoce et Latchley : cette découverte est trop importante pour la laisser à des intellectuels rêveurs.
- Liens externes : 
  - Notice sur Noosfère
  - Notice sur iSFdb

### Forces d'occupation
- Titre original : Occupation Force.
- Situation dans l’anthologie : p. 147 à 154.
- Début de l'intrigue : Les Humains apprennent une nouvelle d'une importance extrême : on a détecté un immense vaisseau spatial qui s'approche près de la Terre. Ces Aliens viennent-ils en amis ou en ennemis ?

### Les Primitifs
- Titre original : The Primitives.
- Parution initiale aux États-Unis : Galaxy Magazine, avril 1966.
- Parutions en France : 
  - notamment dans Galaxie (2e série), n°135-136, éd. OPTA, août 1975.
- Parution en Italie :
  - I Primitivi (juin 1987)[7].
- Situation dans l’anthologie : p. 155 à 202.
- Remarque : la nouvelle est divisée en six sections.
- Début de l'intrigue : Swimmer a volé un « diamant martien » qui était gardé dans un navire soviétique. Il tente de le revendre au gangster Jepson, lequel n'est guère enthousiasmé. Swimmer lui révèle que son oncle Amino a créé une machine à voyager dans le temps qui a permis de ramener une femme de la préhistoire. Cette jeune femme, prénommée « Ob », est une tailleuse de pierres, et elle est très douée. C'est sans doute la meilleure tailleuse de pierre sur Terre...
- Liens externes : 
  - Notice sur Noosfère
  - Notice sur iSFdb

### Vous cherchez quelque chose?
- Titre original : Looking for Something ?.
- Situation dans l’anthologie : p. 203 à 221.
- Début de l'intrigue : Un hypnotiseur de music-hall, lors d'un numéro d'hypnotisme sur une victime consentante, découvre que des extraterrestres ont hypnotisé tous les habitants de la Terre…

### Passage pour piano
- Titre original : Passage for Piano.
- Parution initiale aux États-Unis : 1973.
- Situation dans l’anthologie : p. 223 à 259.
- Début de l'intrigue :
- Liens externes : 
  - Notice sur Noosfère
  - Notice sur iSFdb

### Semence
- Titre original : Seed Stock.
- Situation dans l’anthologie : p. 261 à 283.
- Début de l'intrigue : Un vaisseau spatial humain contenant des colons s'est écrasé sur la planète devant être colonisée. Mais l'endroit n'est pas si accueillant qu'on le croyait sur Terre. Les animaux meurent peu à peu, les plantes sont difficiles à cultiver, la nourriture est rare…

### L'Œuf et les Cendres
- Titre original : Egg and Ashes.
- Situation dans l’anthologie : p. 285 à 297.
- Début de l'intrigue : Le Siukurnin est un Alien qui peut prendre toute forme, toute taille, toute couleur. Il voyage à travers l'espace en empruntant des vaisseaux spatiaux, et se déplacer sur les planètes en empruntant les formes de vie qui la peuplent. Ce Siukurnin, après avoir voyagé sur un vaisseau spatial, est parvenu à venir sur Terre…

### Chant nuptial
- Titre original : Mating call.
- Situation dans l’anthologie : p. 299 à 324.
- Parution initiale aux États-Unis :
- Parutions en France :
- Résumé :
- Liens externes : 
  - Notice sur Noosfère
  - Notice sur iSFdb

### Étranger au paradis
- Titre original : Escape Felicity.
- Situation dans l’anthologie : p. 325 à 358.
- Parution initiale aux États-Unis : 1961.
- Parutions en France :
- Résumé :
- Liens externes : 
  - Notice sur Noosfère
  - Notice sur iSFdb

### La Bombe mentale
- Titre original : The Mind Bomb.
- Situation dans l’anthologie : p. 359 à 392.
- Parution initiale aux États-Unis : 1969.
- Parutions en France : 
  - notamment dans Galaxie (2e série), n°80, éd. OPTA, janvier 1971.
- Résumé :
- Liens externes : 
  - Notice sur Noosfère
  - Notice sur iSFdb